# Västerträsk
Västerträsk är en sjö i Finströms kommun i Åland (Finland). Den ligger i den västra delen av landskapet, 15 km norr om huvudstaden Mariehamn. Västerträsk ligger 4 meter över havet. Den ligger på ön Fasta Åland. Arean är 10,6 hektar och strandlinjen är 1,94 kilometer lång. Sjön  ingår i Skärgårdshavets kustområde, Åland. 